# ديوغو كويلو (لاعب كرة قدم)
ديوغو كويلو هو لاعب كرة قدم برتغالي، ولد في 8 يوليو 1992 في أويرس في البرتغال. لعب مع ريال سبورت كلوب ونادي أونياو دا ماديرا ونادي ريبيراو.

## وصلات خارجية
- ديوغو كويلو (لاعب كرة قدم) على موقع قاعدة بيانات كرة القدم.إي يو (الإنجليزية)
- ديوغو كويلو (لاعب كرة قدم) على موقع Soccerway.com (الإنجليزية)